# Angelika Cichocka
Angelika Cichocka (Kartuzy, 15 de marzo de 1988) es una deportista polaca que compite en atletismo, especialista en las carreras de mediofondo.
Ganó una medalla de plata en el Campeonato Mundial de Atletismo en Pista Cubierta de 2014, una medalla de oro en el Campeonato Europeo de Atletismo de 2016 y dos medallas en el Campeonato Europeo de Atletismo en Pista Cubierta, plata en 2015 y bronce en 2021.

## Palmarés internacional
| Campeonato Mundial en Pista Cubierta | Campeonato Mundial en Pista Cubierta | Campeonato Mundial en Pista Cubierta | Campeonato Mundial en Pista Cubierta |
| Año                                  | Lugar                                | Medalla                              | Prueba                               |
| ------------------------------------ | ------------------------------------ | ------------------------------------ | ------------------------------------ |
| 2014                                 | Sopot (Polonia)                      | Medalla de plata                     | 800 m                                |
| Campeonato Europeo                   |                                      |                                      |                                      |
| Año                                  | Lugar                                | Medalla                              | Prueba                               |
| 2016                                 | Ámsterdam (Países Bajos)             | Medalla de oro                       | 1500 m                               |
| Campeonato Europeo en Pista Cubierta |                                      |                                      |                                      |
| Año                                  | Lugar                                | Medalla                              | Prueba                               |
| 2015                                 | Praga (República Checa)              | Medalla de plata                     | 1500 m                               |
| 2021                                 | Toruń (Polonia)                      | Medalla de bronce                    | 800 m                                |